# Palastwirtschaft
Eine Palastwirtschaft, auch redistributive, also umverteilende Palastwirtschaft genannt, ist eine zentralistische Form der Koordination arbeitsteiliger Gesellschaften und somit Vorläuferin der Zentralverwaltungswirtschaft. Im Palast erfolgt die zentrale Lenkung der Wirtschaft: Spezialisten sind für das Einsammeln von Abgaben und das Verteilen von Gütern durch den Palast zuständig. 
Die Palastwirtschaft ist relativ gut belegt für die alten Hochkulturen des Vorderen Orients und des östlichen Mittelmeerraums, z. B. für die Mykenische Kultur. Die Merkmale des Zentrums einer Palastwirtschaft sind:
- Palast als Residenz der Oberschicht: Wohnstätte des Königs und seiner Verwaltung, Tempel als Amtsstätte des Hohepriesters und seiner Priesterschaft.
- Rechtfertigung der Herrschaft des Königs gegenüber der eigenen Bevölkerung sowie Einschüchterung von Mitgliedern anderer Gesellschaften (Palast als monumentaler Repräsentationsbau).
- Lenkung der gesamten Wirtschaft und Zentrum des Fernhandels mit anderen Ländern/Gesellschaften.
- Zur Herstellung von Gütern beherbergt ein Palast Handwerker und Werkstätten.
- Als Sammel- und Verteilungsstätte von Gütern benötigt ein Palast große Lagerräume.